# Четнически институт на ВМОРО
Четнически институт на ВМОРО е нелегална военизирана структура на Вътрешната македоно-одринска революционна организация, която способства популяризирането и разрастването на организацията. Официално институцията е създадена през октомври 1899 година с окръжно на Централния комитет на Организацията, но реализирането на идеята започва Гоце Делчев още през 1897 година в Македония. През 1900 година подобни чети се появяват и в Одринска Тракия, като заедно те извършват Илинденско-Преображенското въстание от 1903 година. Въпреки сътресенията след потушаването на въстанието четническия институт продължава да има водеща роля в революционното движение на българите, като активно се съпротивлява на засилващите се сръбска и гръцка въоръжени пропаганди в Македония. След Младотурската революция от 1908 година фактически преустановява дейността си.

## Основаване на апарата

### Предистория
ВМОРО е създадена през 1893 година и търпи постоянно разрастване. За целите на революционното дело се създават терористични групи още през 1895 година, които да елиминират шпиони, предатели, разбойници и чужди агенти, да събират средства за организацията и да популяризират нейната дейност. На Солунския конгрес от 1896 година дейността на терористите е регламентирана в устава на ВМОРО и занапред се завеждат под името тайна полиция – разделена на изпитателна (разузнавателна) и наказателна. Отделно се създава организационна поща, по която доверени лица на ВМОРО пренасят кореспонденция, оръжие и литература. Окръжните решения на централния комитет на ВМОРО в Солун пристигат след ден в София, което е показателно за ефективността на институцията. Тайната полиция и поща са на разположение на отделните местни или окръжни комитети, като при нужда от тях са съставяни малочислени и временни чети на ВМОРО за изпълнението на конкретна задача. Първата подобна чета организира Гоце Делчев през зимата на 1895 – 1896 година, когато устройва нелегален канал от Щип за България
В края на XIX век във вътрешността на Македония действат много харамийски чети, които занапред ръководителите на ВМОРО ще се опитат да привлекат на своя страна. През 1897 година пръв Даме Груев води преговори с харамийските войводи от Солунско Апостол Петков и Иванчо Карасулийски. Успоредно с това в Македония е изпратена първата организационно-агитаторска чета с войвода Васил Чочев, чиято цел е да събере пари за новосъздадената бомболеярна в село Сабляр, да агитира идеите на ВМОРО пред местното население и да го закълне за целите на организацията. На 17 юли 1897 година Гоце Делчев ръководи общата акция по пленяването на Назлъмбег, а преди това се грижи за военната подготовка на местното население. За кратко време броят на четите се увеличава: в Македония влиза и четата на Кръстьо Захариев, в Кичевско е формирана четата на Дуко Тасев, в Гевгелийско Иванчо Карасулията, Апостол Петков и Спиро Карасулски сформират чета от 12 души, Илия Кърчовалията действа с 6 души в Сярско.

### Организиране
Остра нужда за създаването на постоянни чети, които да извършват въоръжени акции и да укриват компрометирани легални дейци на организацията се появява след първият сериозен провал на ВМОРО – Винишката афера от 1897 година. Гоце Делчев, съвместно с Борис Сарафов, започват организирането на голяма чета, чиято цел е нахлуването във Виница и унищожаването на местните архиви, но поради затихването на аферата акцията е отменена.
През 1898 година продължава подготовката и изпращането на организационно-агитаторски чети в Македония от България. На 12 април Ефрем Чучков е изпратен в Малешевско, Тодор Станков в Радовишко и Стоян Георгиев в Струмишко, а малко след това и четата на Лесо Ризин. Михаил Апостолов – Попето се събира с Илия Кърчовалията в Сярско, след което се прехвърля при Иванчо Карасулийски и Апостол Петков. При обиколката си в Македония от лятото на 1899 година Гоце Делчев заедно с Антон Бузуков и бившия харамия Кочо Муструка се среща с харамийските войводи от Драмско, Сярско, Демирхисарско и Солунско и успешно приобщава Атанас Градоборлията, Наке Крушовалията и други войводи, като са задължени да изоставят разбойническите си привички и да спазват устава на организацията. В София Гьорче Петров организира чети за Гевгелийско, Кочанско, Кратовско и Битолско. Поради разрасналата се четническа дейност с окръжно на ЦК на ВМОРО в края на 1899 година организацията преминава към активно разширяване на четническия институт.

### Завършване
В началото на 1902 година вече са създадени първите районни (участъкови) чети, които са организирани като околийските, но са им подчинени и имат ограничен район на действие – до няколко села. Те се появяват спонтанно от нуждата на организацията, а не са следствие на предписание или окръжно на ЦК на ВМОРО. От лятото на 1902 година се преминава към масово създаване на селски чети В Македония и Одринска Тракия, инициатор на което е отново Гоце Делчев. Той също така организира първата инспекторска (ревизионна чета) служеща като орган на ЦК на ВМОРО, чиято задача е да проверява състоянието на организацията и нейната нелегална армия по окръзи. За войводи на ревизионни чети са определени Гоце Делчев за Солунско, Тома Давидов за Битолско, Михаил Герджиков за Одринско и Владислав Ковачев за Скопско, като до януари 1903 година всеки от тях е заминал за района си.

### Противодействия на Османската власт
След потушаването на Илинденско-Преображенското въстание Османската власт предприема опити да ликвидира ВМОРО. За целта през юни 1904 година създава авджи табори (ловни дружини) дислоцирани в Битоля, Щип, Солун и Одрин, които да преследват и унищожават четите на организацията. Скоро териториите на Македония са разделени на четири района с подучастъци – Солунски, Скопски, Битолски и Серски с ръководители съответно Ферид паша, Сейфула паша, Химди паша и Ибрахим паша. Насър паша е назначен за инспектор на войските за преследване на четите. Той изготвя единен ръководен документ за борба с ВМОРО като инструкция за действията на турските части през 1904 година. Същата година документът попада в дейците на ВМОРО и е разпространен между дейците ѝ. За да се подобри активността и борбеността на авджи таборите Османската власт раздава големи парични награди, държавни ордени и медали и бързо повишава в чин отличилите се. По план до края на 1906 година трябва да се организират 48 табори, които междувременно са подпомагани и от свикани запасни части. Галиб паша е назначен за командир на бригада по преследването на четите през 1906 година.
Освен редовната армия, официалната власт създава така наречените турски комитети по образец на ВМОРО, които формират контрачети в Македония. Османската империя се възползва и от засилващите се Гръцка и Сръбска въоръжени пропаганди, като ги фаворизира, за да водят успешни сражения с ВМОРО. Отделно започва изграждането на стабилна гранична система с България от наблюдателни пунктове, застави и засади, които да противодействат влизането на чети. Започват масови претърсвания и обиски на български села, като в едно също време се претърсват по 20 – 30 села. Дейците на ВМОРО започват постепенно да събират сведения за наличните турски части по места, а с помощта на секретаря на Българското търговско агентство в Битоля капитан Манол Ракаров се сдобиват с новосъздадената инструкция за борба с четите.
В резултат на предприетите мерки значително се увеличават водените сражения с български чети и дадените от тях жертви. През 1904 година се водят само 27 сражения и ВМОРО губи 59 души, а през 1905 година в 47 сражения загиват 250 души и са унищожени 10 чети. Между 1 март 1906 – 1908 година четите на ВМОРО са въвлечени в 125 сражения, в които убитите четници и войводи достигат 575 души, 44 са заловени, а 7 са ранени. Въпреки това дейността на ВМОРО не престава и тя поддържа средно около 70 чети в състав между 800 – 1000 души. След Младотурската революция от юли 1908 година по турски данни 110 чети се легализират. За периода от края на 1899 година до март 1908 година четите на ВМОРО водят 570 сражения с турската армия, в които загиват или са ранени 2392 четници. Отделно четите водят много сражения с гръцката и сръбската пропаганди.

## Правилници
В средата на октомври 1899 година ЦК на ВМОРО препоръчва създаването на агитационно-организационни чети във вътрешността на Македония. Това става с окръжно от 14 точки, разпратено до околийските ръководители и с което се разформироват терористичните групи, съществували дотогава. За началник на института е определен Гоце Делчев. Документът не е запазен, но от спомените на Христо Татарчев, Христо Матов и Иван Хаджиниколов става ясно, че за всеки революционен район се предвижда създаването на една чета от 3 – 4 нелегални четници. С увеличението на действащите чети се налага създаване на правилник, който да унифицира задълженията и правомощията на войводите и четниците. Още в 1896 година обаче е изготвен проектоустав за четите от Гьорче Петров и Димитър Венедиков, в който са отразени опита и достиженията на българското националноосвободително движение: „Привременния закон за народните горски чети“ на Георги Раковски, устава на четата на Панайот Хитов от 1867 година и опита от Четническата акция на ВМК от 1895 година; и който вероятно е използван като основа за създадения в края на 1900 година от Гьорче Петров и Гоце Делчев проектоправилник, състоящ се от 44 члена на базата на 14-те точки в окръжното на ЦК. Проектоправилникът е преразгледан и дооформен от Христо Матов и Пере Тошев, но поради избухналата през януари 1901 година Солунска афера се осуетява масовото му разпространение. По идея на Гоце Делчев при обиколката му в Костурско от 1901 година Георги Пешков преработва проектоправилника за четите, който обаче се разпространява само в Битолския революционен окръг. Правилникът е отново преработен от Гоце Делчев и Гьорче Петров в началото на 1902 година и го отпечатват заедно с преработените устав и правилник на ВМОРО.